# Ronnia Fornstedt
Ronnie Stephannie Fornstedt (25 de diciembre de 1990, Södertälje, Suecia) es una modelo y reina de belleza sueca de 1.80 metros (5 pies - 11.5 pulgadas) y de cabello castaño y ojos grises, representante de Suecia a Miss Universo 2011 que se realizó el 12 de septiembre del mismo año en Sao Paulo, Brasil.

## Biografía
Ronnia actualmente reside en su ciudad natal, Södertälje. Fue coronada Miss Universo Suecia 2011 en junio, y representar a Suecia en Miss Universo 2011 en Sao Paolo, Brasil el 12 de septiembre. Fornstedt ha sido firmado con organismos tales como Estocolmo y Elite Models Zap. Fornstedt convirtió en el rostro de Cuidado de la piel Transderma después de su coronación en junio de 2011. También fue invitado personalmente por el ex miss Suecia 1989 y primera finalista en Miss Universo 1989 y Miss Escandinavia 1990 ganador, Louise Camuto (en el siglo Drevenstam) para visitar la sala de exposiciones del Grupo Camuto en Nueva York, donde recibirá vestuario para Miss Universo. Ronnia también está siendo equipado por Maggie Norris Couture también.
El padre de Ronnia dejó la familia cuando ella tenía sólo un año de edad, su madre murió cuando ella tenía doce años . Ronnia pasó el resto de su infancia con su hermana mayor y su familia en Södertälje. Ronnia is also being outfitted by Maggie Norris Couture as well.

## Enlaces